# Campionati del mondo di ciclocross 2021 - Gara femminile Elite
La ventiduesima edizione della gara femminile Elite dei Campionati del mondo di ciclocross 2021 si svolse il 30 gennaio 2021 con partenza ed arrivo da Ostenda in Belgio, su un percorso iniziale di 100 mt più un circuito di 2,9 km da ripetere 5 volte per un totale di 14,6 km. La vittoria fu appannaggio dell'olandese Lucinda Brand, la quale terminò la gara in 46'53", alla media di 18,68 km/h, precedendo le connazionali Annemarie Worst e Denise Betsema terza.
Partenza con 40 cicliste, delle quali 36 portarono a termine la competizione.

## Squadre partecipanti
| N.    | Cod. | Squadra     |
| ----- | ---- | ----------- |
| 1-8   | NLD  | Paesi Bassi |
| 9-15  | BEL  | Belgio      |
| 17-19 | FRA  | Francia     |
| 20    | CZE  | Rep. Ceca   |
| 21-23 | ESP  | Spagna      |
| 24-27 | USA  | Stati Uniti |
| 28-32 | ITA  | Italia      |

| N.    | Cod. | Squadra       |
| ----- | ---- | ------------- |
| 33    | GBR  | Gran Bretagna |
| 34    | CAN  | Canada        |
| 35-38 | POL  | Polonia       |
| 39    | LUX  | Lussemburgo   |
| 40    | GER  | Germania      |
| 41    | SUI  | Svizzera      |
| 42    | AUT  | Austria       |

## Ordine d'arrivo (Top 10)
| Pos. | Corridore                  | Squadra       | Tempo   |
| ---- | -------------------------- | ------------- | ------- |
| 1    | Lucinda Brand              | Paesi Bassi   | 45'20"  |
| 2    | Annemarie Worst            | Paesi Bassi   | a 8"    |
| 3    | Denise Betsema             | Paesi Bassi   | a 19"   |
| 4    | Clara Honsinger            | Stati Uniti   | a 52"   |
| 5    | Yara Kastelijn             | Paesi Bassi   | a 1'04" |
| 6    | Ceylin del Carmen Alvarado | Paesi Bassi   | a 1'12" |
| 7    | Evie Richards              | Gran Bretagna | a 1'13" |
| 8    | Sanne Cant                 | Belgio        | a 1'43" |
| 9    | Elisabeth Brandau          | Germania      | a 2'07" |
| 10   | Christine Majerus          | Lussemburgo   | a 2'08" |